# アントワーヌ1世・ド・クロイ
アントワーヌ1世・ド・クロイ（フランス語：Antoine I de Croÿ, 1383/7年 - 1475年9月21日）は、クロイ、レンティおよびル・ルー領主、ポルシャン伯。「大クロイ（le Grand de Croÿ）」と呼ばれる。

## 生涯
アントワーヌはジャン1世・ド・クロイとマルグリット・ド・クラオンの長男であり、15世紀のフランスにおける重要人物であった。1452年、アントワーヌ1世はネーデルラントおよびルクセンブルクの総督となり、ブルゴーニュ公フィリップ善良公の宮廷で親フランス派を率いた。1458年の反逆罪で逮捕されたアランソン公ジャン2世の裁判の裁判官の一人でもあった。
父ジャン1世と同様に、アントワーヌはフランス軍とブルゴーニュ軍を率いてリエージュに対して戦い、ブローウェルスハーヴェンの戦いでイングランド軍と戦って目覚ましい働きをした。フランス王シャルル7世の宮廷に仕えていた時に、オルレアン公ルイ・ド・ヴァロワの暗殺に関与し、その結果ブロワ城で拷問を受けた。
この窮地から抜け出すと、アントワーヌはその権力を利用して一族の財産を拡大させた。1429年にアントワーヌはル・ルーの領主権と爵位を手に入れた。3年後にヴォーデモン伯アントワーヌとアルクール女伯マリーの娘マルグリット・ド・ロレーヌ＝ヴォーデモンと結婚し、マルグリットはアールスコートを持参金として家族にもたらした。1437年、彼は神聖ローマ帝国領内における影響力を高めるために、娘のジャンヌをプファルツ＝ツヴァイブリュッケン公ルートヴィヒ1世と結婚させた。アントワーヌは1438年にポルシャンを手に入れ、1455年後半にはシャルル7世よりポルシャン伯位およびギネ伯位を与えられた。1446年にモンコルネ城を購入し再建した。1455年、彼は取り壊された中世の城の跡地にアレンベルク城の建設を進めたが、古い城は1つの塔を除いてすべて破壊した。この城は、孫のギヨーム1世・ド・クロイにより1515年に完成した。
後にブルゴーニュ公となるシャルル豪胆公とは、特にナミュール女伯ジャンヌ・ダルクールの相続財産を巡って衝突した後、対立していた。シャルルがブルゴーニュ公となると、アントワーヌは公爵を失脚させるために占星術師たちと陰謀を企てたとして告発され、フランスへの逃亡を余儀なくされた。フランスではルイ11世の戴冠式に参加し、将来のフランス王ルイ12世の代父に選ばれた。アントワーヌがシャルル豪胆公と和解し、ブルゴーニュでの財産を取り戻すことが許されたのは83歳になってからであった。アントワーヌは1475年または1477年に亡くなり、ポルシャンに埋葬された。
妹アニェス・ド・クロイは、ブルゴーニュ公ジャン無怖公（シャルル豪胆公の祖父）の愛妾となり、後にカンブレー司教およびトリーア大司教となる庶子ジャン・ド・ブルゴーニュを産んだ。ジャン・ド・ブルゴーニュの11人の私生児の子孫は、ベルギーやオランダの貴族となった。
クロイ＝アールスコート＝アーヴル家とクロイ＝ルー家の家系は、アントワーヌの2人の息子フィリップ1世とジャン3世を祖とし、弟のジャン2世・ド・クロイは、現存する唯一のクロイ＝ソルル家の祖となった。

## 結婚と子女
アントワーヌ1世は1410年にマリー・ジャンヌ・ド・ルーベー（1390年 - 1430年）と最初に結婚した。
アントワーヌは1432年にヴォーデモン伯アントワーヌの娘でアールスコート女領主のマルグリット・ド・ロレーヌ＝ヴォーデモン（1420年 - 1477年）と再婚し、マルグリットとの間に6子をもうけた。
- フィリップ1世（1433年頃 - 1511年） - クロイ領主、ポルシャン伯、クロイ＝アールスコート＝アーヴル家の祖
- ジャンヌ（1435年 - 1504年） - プファルツ＝ツヴァイブリュッケン公ルートヴィヒ1世と結婚
- ジャン3世（1436年 - 1505年） - クロイ＝ルー家の祖
- マリー（1440年頃 - 1489年） - ブランケンハイム伯ヴィルヘルム2世・フォン・ハインスベルクと結婚
- ジャクリーヌ（1445年頃 - 1486年） - リーニュ男爵ジャン4世・ド・リーニュ（1491年没）と結婚
- イザベル（イザボー、1446年頃 - 1486年）